# Metaptya endoplaga
Metaptya endoplaga är en fjärilsart som beskrevs av George Francis Hampson 1907. Metaptya endoplaga ingår i släktet Metaptya och familjen trågspinnare. Inga underarter finns listade i Catalogue of Life.